# Der Treasurer
Der Treasurer (Eigenschreibweise DerTreasurer) ist eine seit 2007 erscheinende Fachzeitschrift für Treasurer und Finanzverantwortliche im deutschsprachigen Raum. Eigentümer der Medienmarke „DerTreasurer“ ist Frankfurt Business Media – Der F.A.Z.-Fachverlag.

## Geschichte
Im Jahr 2007 begann Der Treasurer mit einem zweiwöchentlich erscheinenden E-Magazin und einer vierteljährlich erscheinenden Printausgabe.
2013 wurde das Angebot um eine Onlineplattform erweitert, die tagesaktuell Nachrichten aus Wirtschaft und Finanzen liefern will.